# عمر باکاری
عمر باکاری (انگلیسی: Oumar Bakari؛ زادهٔ ۳۰ آوریل ۱۹۸۰) بازیکن فوتبال اهل فرانسه است.
از باشگاه‌هایی که در آن بازی کرده‌است می‌توان به باشگاه فوتبال نیس، باشگاه فوتبال رویال شارلوا، باشگاه فوتبال کان، و باشگاه فوتبال لو مان اشاره کرد.